# Maja Valles
Maja Valles é um antigo vale fluvial no quadrângulo de Lunae Palus em Marte.  Sua localização é 12.6° latitude norte e 58.3° longitude oeste.  O nome vem da palavra "Marte" em nepalês.   Maja Valles começa em Juventae Chasma.  Partes do sistema foram parcialmente enterradas por sedimentos vulcânicos. Maja Valles termina em Chryse Planitia. 
Imensos vales fluviais foram encontrados em várias áreas pelos orbitadores Viking. Eles mostraram que as inundações irromperam através dos diques, esculpiram vales profundos, erodiram ondulações no leito rochoso e viajaram milhares de quilômetros. 

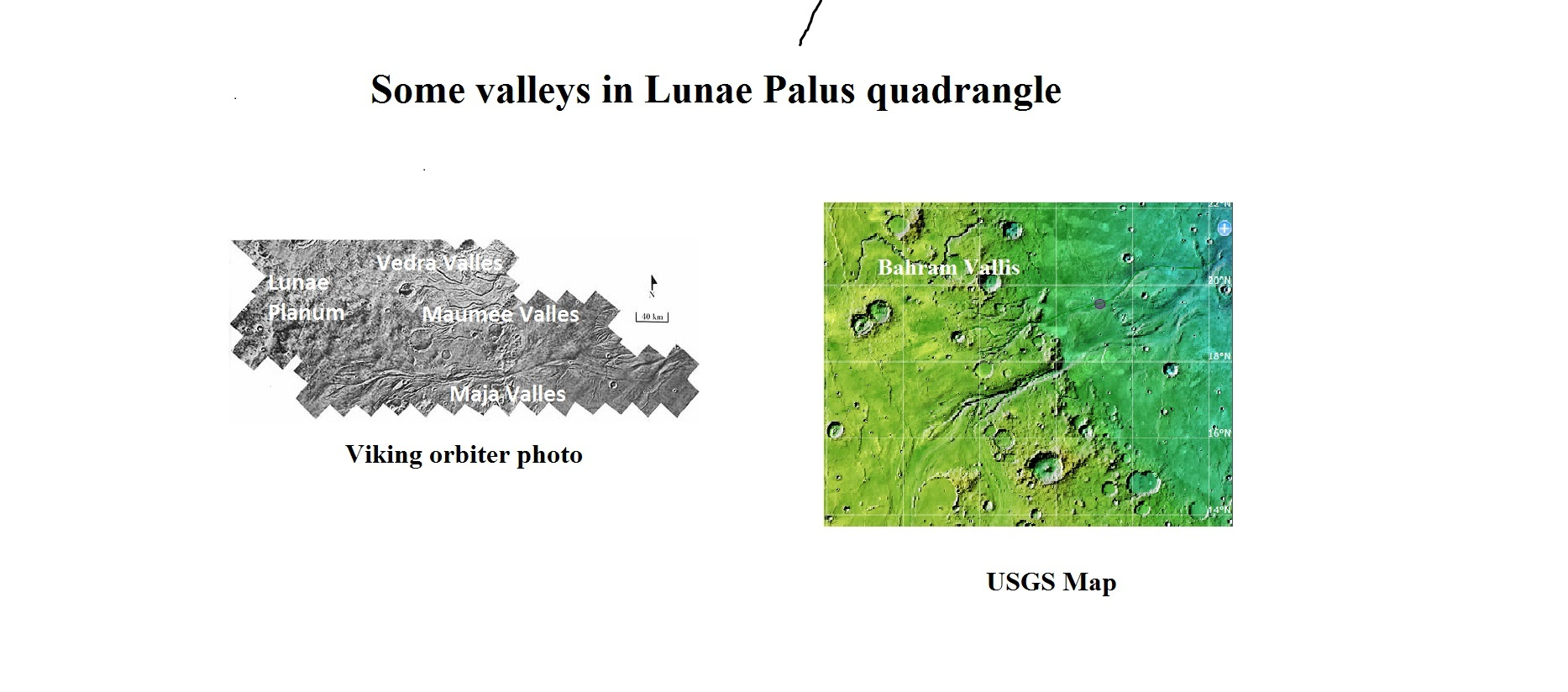
Águas de Vedra Vallis, Maumee Vallis, e Maja Valles foram de Lunae Planum à esquerda, a Chryse Planitia à direita. Imagem localizada no quadrângulo de Lunae Palus obtida pelo orbitador Viking.
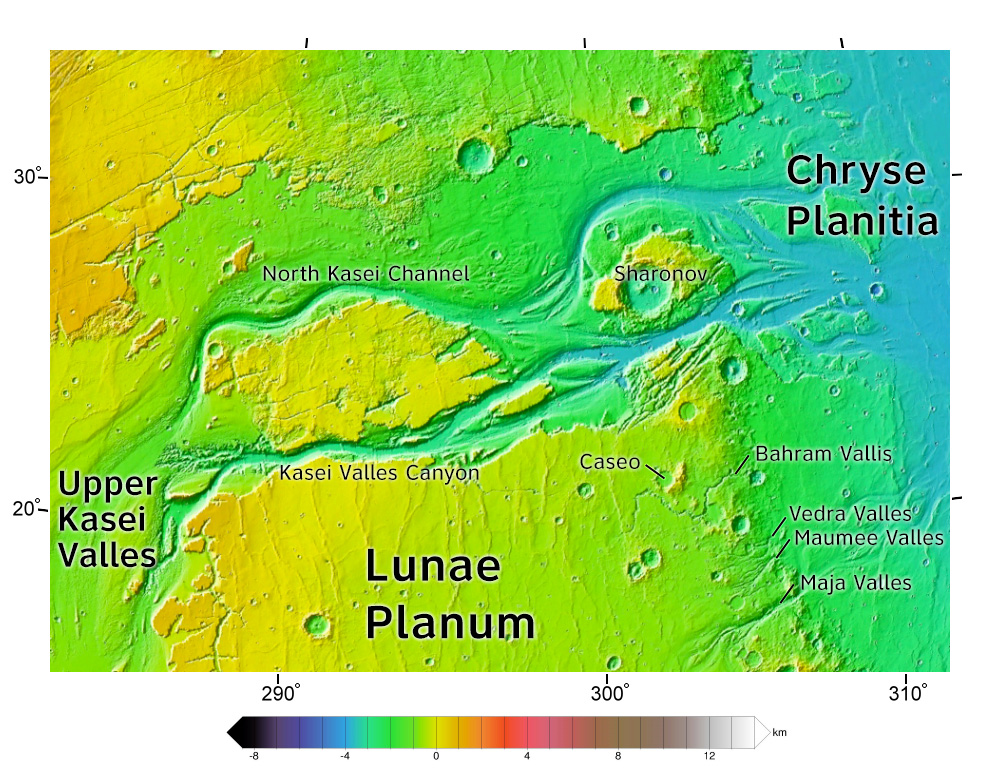
Área ao redor da seção norte de Kasei Valles, mostrando a relação de Kasei Valles, Bahram Vallis, Vedra Vallis, Maumee Vallis, e Maja Valles.  A localidade do mapa é o quadrângulo de Lunae Palus e inclui partes de Lunae Planum e Chryse Planitia.
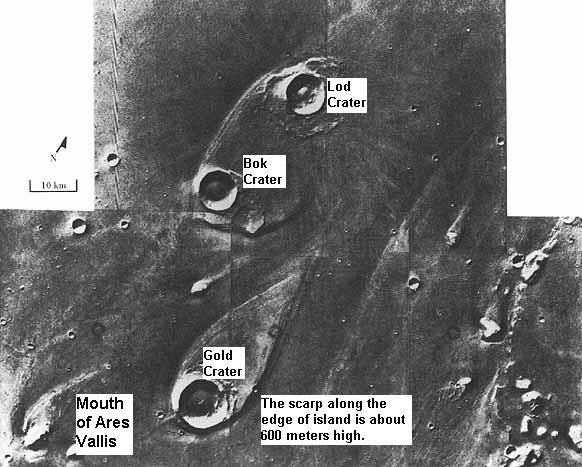
Ilhas em formato de gotas formadas por inundações provenientes de Maja Valles, visto pelo orbitador Viking. Imagem no quadrângulo de Oxia Palus.

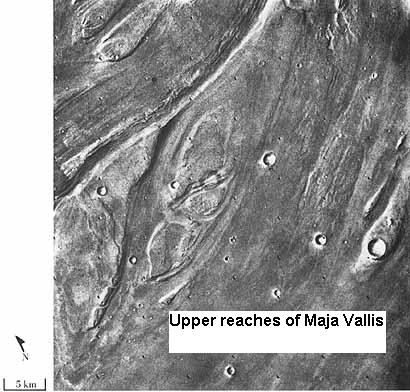
Ilhas alinhadas com as linhas de fluxo em Maja Valles vistas pela Viking mostram que grandes inundações ocorreram em Marte.  Imagem localizada no quadrângulo de Lunae Palus.
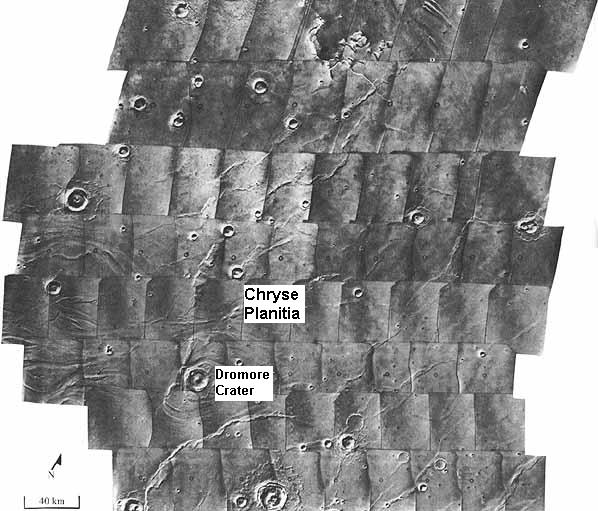
Padrões de correnteza, localizado no quadrângulo de Lunae Palus, foram produzidos por água de Maja Vallis, que se localiza à esquerda deste mosaico. O detalhe do fluxo ao redor da cratera Dromore é mostrado na próxima imagem.
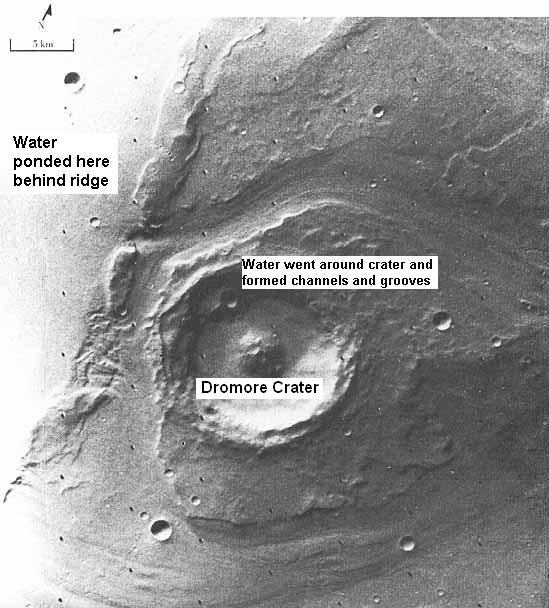
Grandes quantidades de água foram necessárias para causar a erosão mostrada nessa imagem da Viking de uma pequena parte de Maja Valles. Imagem localizada no quadrângulo de Lunae Palus.